# Юшково (Кичменгское сельское поселение)
Юшково — деревня в Кичменгско-Городецком районе Вологодской области.
Входит в состав Кичменгского сельского поселения, с точки зрения административно-территориального деления — в Шонгский сельсовет.
Расстояние до районного центра Кичменгского Городка по автодороге составляет 20 км. Ближайшие населённые пункты — Березовая Гора, Гриденская, Остапенец.
Население по данным переписи 2002 года — 20 человек (9 мужчин, 11 женщин). Всё население — русские.